# Androcymbium europaeum
Androcymbium europaeum är en tidlöseväxtart som först beskrevs av Johan Lange, och fick sitt nu gällande namn av Karl Carl Richter. Androcymbium europaeum ingår i släktet Androcymbium och familjen tidlöseväxter. Inga underarter finns listade i Catalogue of Life.
Artens utbredningsområde anges som sydöstra Spanien (från Almería till Cabo de Gata) och nordvästra Marocko.

## Bilder

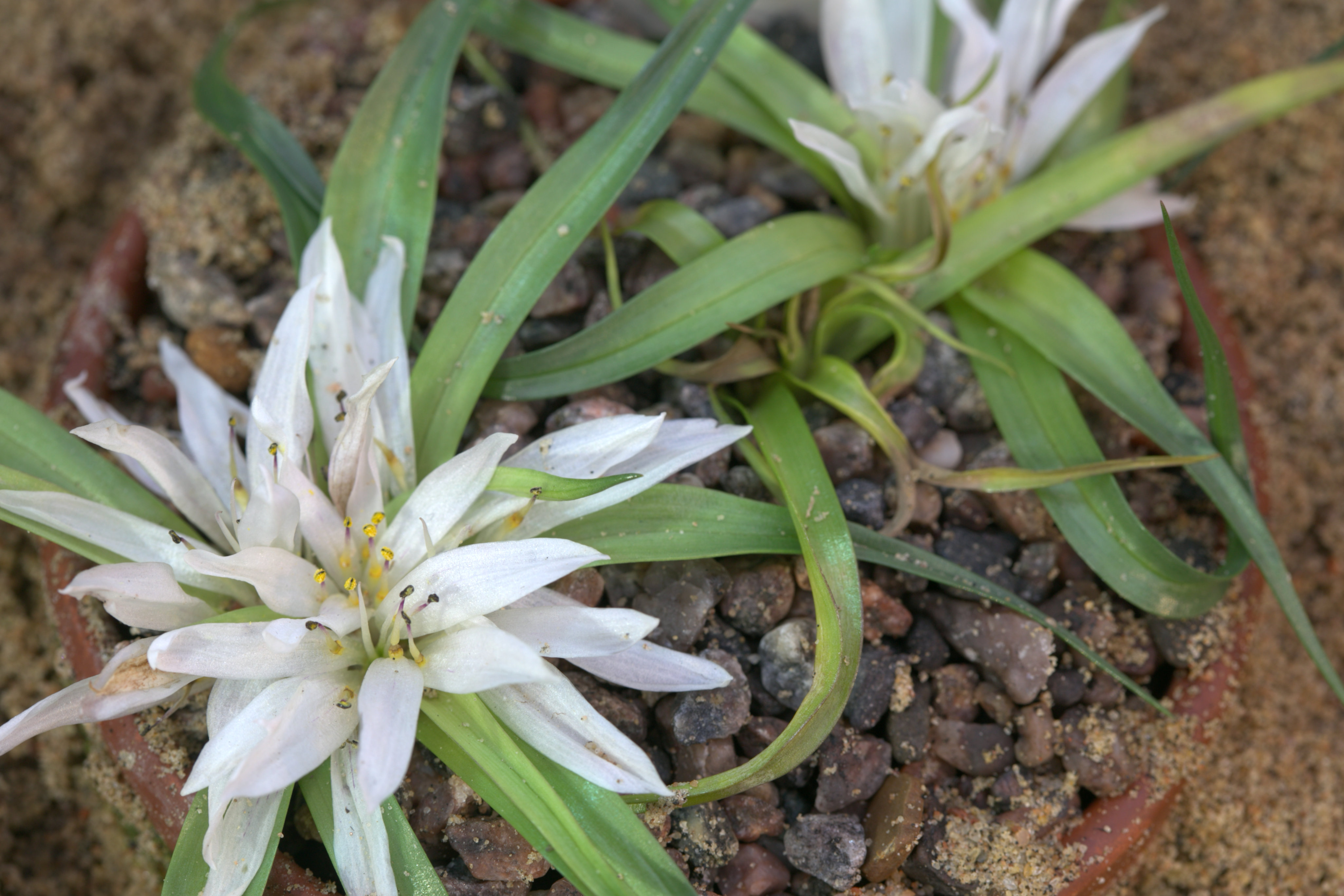
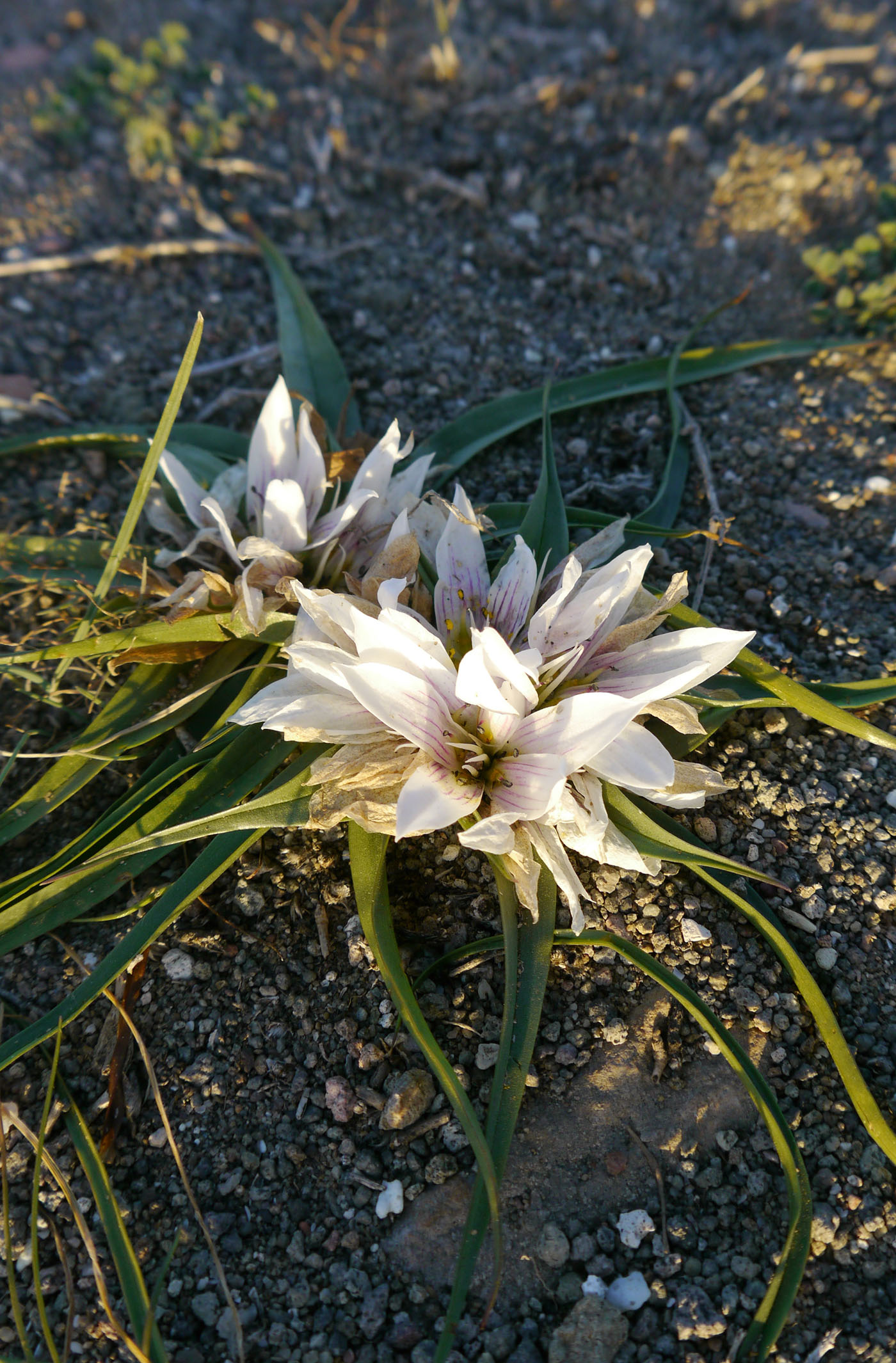